# Стоун, Томпсон
Томпсон Стоун (англ. Thompson Stone; 1883—1972) — американский дирижёр и музыкальный педагог.
В 1927—1959 возглавлял бостонский хор и оркестр Общество Генделя и Гайдна, вдохнув в него, как отмечает историк коллектива, новую жизнь расширением репертуара и укреплением исполнительской дисциплины. Во главе коллектива осуществил в 1955 запись одного из его эмблематических сочинений — оратории Георга Фридриха Генделя «Мессия», воспринятую критикой скептически.
Одновременно в 1945—1954 — профессор музыки в Университете Тафтса.